# GAC Group
GAC Motor (ufficialmente Guangzhou Automobile Group Motor Co., Ltd) è un produttore automobilistico cinese fondato nel 1955 con sede a Canton, nel Guangdong, ed è una filiale del Guangzhou Automobile Industry Group (GAC Group). Nata come azienda produttrice di ricambi meccanici, ha iniziato la produzione di automobili nel 1986 a seguito di un accordo con la Peugeot.
Oggi GAC commercializza autovetture con marchio Trumpchi, fuoristrada e veicoli commerciali con il marchio Gonow, SUV con marchio Changfeng Motor. GAC ha prodotto 728.000 veicoli nel 2012 ed è il sesto maggior produttore di autovetture tra le case automobilistiche cinesi.
GAC ha siglato diverse joint ventures con diversi partner stranieri, tra cui Fiat Chrysler Automobiles per la produzione di veicoli a marchio FIAT e Jeep in Cina, Honda, Isuzu, Mitsubishi e Toyota.

## Storia

### La nascita e l'accordo con Peugeot

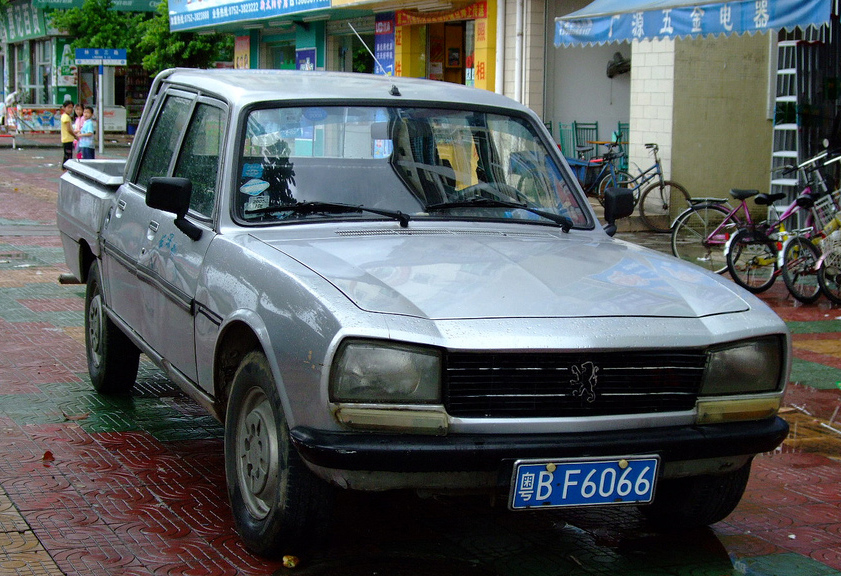
Peugeot 504 Pick-Up prodotta dalla Guangzhou-Peugeot

Nel 1948, nella città cinese di Canton, iniziano a nascere le prime industrie metalmeccaniche di proprietà municipale, tra queste vi fu la Tongsheng Machining Plant, fondata nel novembre del 1948 specializzata nei pezzi di ricambio dei veicoli che appartenevano agli enti di stato, e nell'ottobre del 1949 nacque la prima autofficina. Successivamente nel 1955 entrambe vennero raggruppate sotto il nome di Guangzhou Auto Factory (in italiano, letteralmente: Fabbrica Auto di Canton), prima azienda della città specializzata nei ricambi e nella manutenzione delle autovetture. Nel 1958 viene aperta una terza fabbrica destinata alla produzione di ricambi e nel 1974 viene inaugurato uno stabilimento per la produzione di autovetture. La produzione di automobili però a causa di mancanza di risorse economiche necessitava di un partner straniero portando l'azienda a siglare, nel 1985, un accordo con la Peugeot che fece nascere la Guangzhou Peugeot Automobile Company (GPAC). Nel 1989 partì l'assemblaggio di scocche provenienti dalla Francia della Peugeot 504 berlina e pick-up destinata ad enti di stato, taxisti e commercianti, nel 1990 parti quella della Peugeot 505. Tuttavia, il governo cittadino impose alla Peugeot una maggiore localizzazione dei componenti di produzione al fine di far lavorare a pieno regime le fabbriche cinesi, seguendo il modello SAIC Volkswagen che da anni produceva le vetture tedesche in grandi volumi.
La Peugeot però si oppose in quanto utilizzare i componenti dei fornitori locali, inesperti nel settore, avrebbero portato alla realizzazione di vetture poco affidabile con il rischio di danneggiare l'immagine del marchio francese. Nel 1997 quindi la joint venture viene sciolta dopo circa 100 mila automobili assemblate, e la GAC, rimasta sola e incapace di progettare e produrre vetture autonomamente è costretta a ricercare un nuovo partner. Sempre nel 1997 si ha un cambio di denominazione dell'azienda che diviene ufficialmente Guangzhou Automobile Group Co., Ltd.

### La joint venture con Honda
Nel 1998 dopo lo scioglimento dell'accordo con Peugeot, la GAC stringe una joint venture con la Honda, azienda giapponese, che già da anni vendeva le proprie autovetture in territorio cinese subendo però i dazi di importazione: nasce quindi la Guangzhou Honda Automobile Co Ltd.. Con il nuovo accordo la casa giapponese poteva assemblare i propri modelli utilizzando i componenti di origine importati, aumentando però gradualmente la localizzazione nelle fabbriche della GAC nel corso degli anni. La Honda, inoltre, poteva vendere le vetture attraverso la propria rete di concessionarie già presente sul territorio cinese. Nel 1999 parte l'assemblaggio della Honda Accord in Cina. Successivamente la GAC investe massicce somme di denaro per ridurre l'importazione dall'estero della componentistica Honda e con il fine di produrla in suolo cinese nelle proprie fabbriche di Canton.

### La nascita di Ycaco
Nel 2000, la GAC, stringe accordi con Isuzu, già presente in Cina come importatore, per produrre localmente autobus e veicoli commerciali. Nasce la Guangzhou Isuzu Bus Co Ltd il 6 marzo 2000, joint venture composta al 51% da GAC, al 33,67% da Isuzu Motors e al 15,33% da Isuzu (China) Investment Co., Ltd, filiale cinese della Isuzu Motors che importava veicoli. La produzione del modello Isuzu Elf viene avviata negli stabilimenti GAC, e il veicolo veniva commercializzato con il marchio "YCACO". Successivamente l'accordo viene sciolto e tutte le operazioni con Isuzu mergono nella nuova società Guangzhou Bus Co. Ltd e Guangzhou Hino (tramite accordi con la Hino Motors, gruppo Toyota)

### La cooperazione con Toyota
Nel 2004 viene stretto un accordo con Toyota, simile a quello già attivo con Honda per la produzione delle vetture giapponese in un nuovo stabilimento; il 1º settembre 2004 nasce la GAC Toyota Motor Co., Ltd. e nel 2006 parte la produzione della Toyota Camry. Come per Honda anche nell'accordo con Toyota la casa giapponese poteva vendere le vetture attraverso la propria rete di vendita. Successivamente l’accordo viene ampliato con la produzione dei veicoli commerciali Hino Motors (gruppo Toyota).
Nel 2005 è diventata una holding di Guangzhou Automobile Industry Group (GAIC).

### L'accordo con Fiat
Nel 2008 la GAC, dopo aver costituito numerose joint venture decide di realizzare un proprio brand automobilistico indipendente da commercializzare in tutto il territorio cinese e stringe un accordo con Fiat Group Automobiles per la licenza di produzione del pianale del modello Alfa Romeo 166, e dei motori Alfa Romeo Twin Spark e Fiat Pratola Serra a benzina. Grazie all’accordo con Fiat vengono sviluppati due modelli, una berlina medio-grande e un SUV.
 Proprio l'accordo per la forniture delle tecnologie Fiat ha gettato le basi per la futura joint venture tra i due costruttori che viene annunciata il 6 luglio 2009 a Roma, in presenza del presidente Hu Jintao e del presidente del consiglio italiano Silvio Berlusconi per la nascita di GAC Fiat Automobiles Co. Ltd.
Nel 2009 diviene il sesto produttore di autoveicoli cinesi e inizia l’espansione acquisendo il 29% della Changfeng Motor, produttore di SUV e fuoristrada su licenza Mitsubishi. L’anno successivo acquista il 51% della Gonow. 

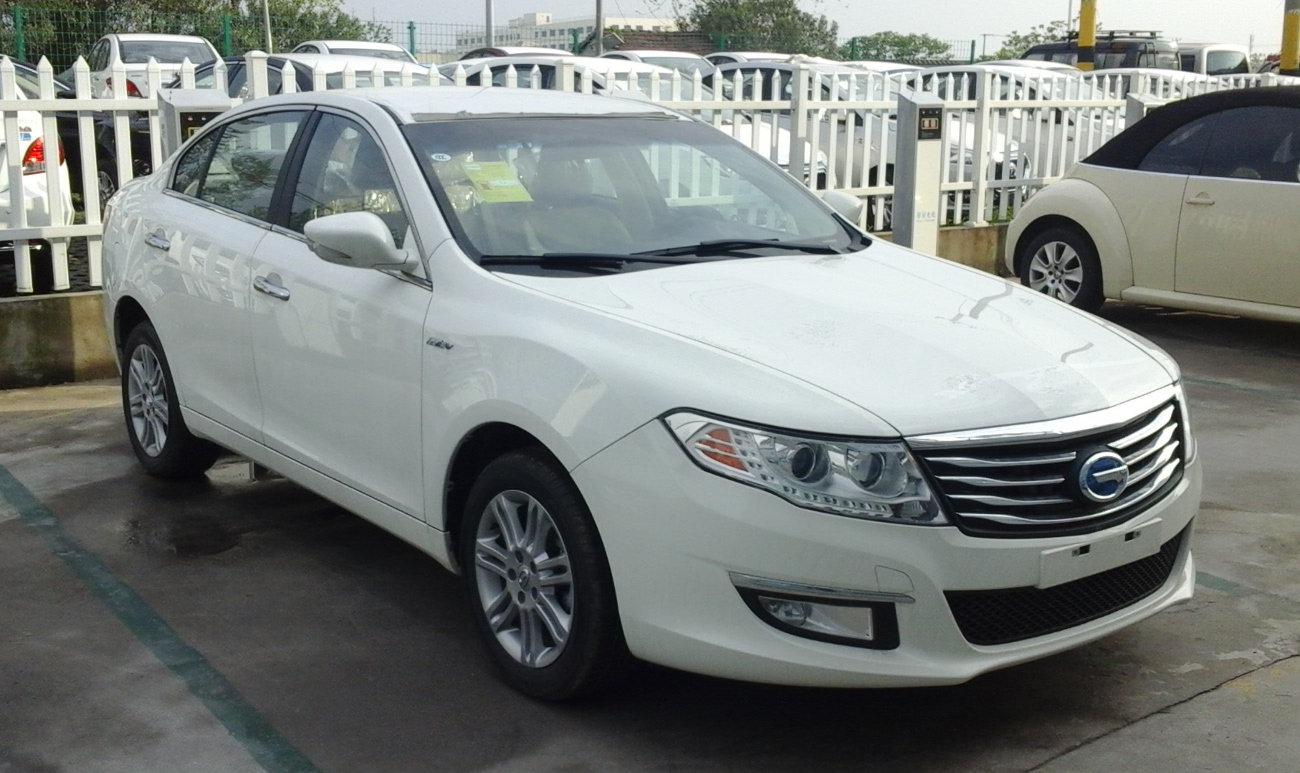
La Trumpchi GA5 basata sul pianale dell'Alfa Romeo 166

Nel dicembre 2010 debutta il marchio GAC Trumpchi e viene inaugurata una nuova rete di concessionari per commercializzare il nuovo modello realizzato sul pianale dell’Alfa Romeo 166: la berlina Trumpchi GA5 equipaggiata con il motore Alfa Romeo 2,0 litri Twin Spark 16 valvole.

Sempre nel 2010 proprio attraverso la Chanfeng, che aveva attiva una joint venture con la Mitsubishi, la GAC avvia un memorandum d’intesa con la casa giapponese. L’accordo con la Mitsubishi prevede la creazione di un nuovo stabilimento per la produzione dei modelli ASX, Outlander e Pajero nonché l’acquisizione delle quote detenute da Mitsubishi nella casa automobilistica Changfeng. Nel 2012 viene avviata la produzione e viene completato l’acquisto della Changfeng.
Nel 2012 viene inaugurato il nuovo stabilimento di Changsha per la produzione dei modelli Fiat Viaggio e Fiat Ottimo e successivamente, nel 2013 l’accordo viene esteso per la creazione di una seconda fabbrica a Canton per produrre veicoli a marchio Jeep. Tra il 2015 e il 2017 vengono messi in produzione i modelli Jeep Cherokee, Renegade e Compass.

### Investimenti in Nord America
Tra il 2017 e il 2018 la GAC apre i primi centri di ricerca e sviluppo in Nord America (uno a Los Angeles e un secondo nella Silicon Valley) per la realizzazione e sperimentazione di veicoli elettrici. La GAC ha più volte espresso volontà di vendere i propri veicoli a marchio Trumpchi in Nord America ma a causa delle politiche protezionistiche dell’allora presidente statunitense Donald Trump il progetto è stato accantonato.
Nel 2018 GAC annuncia che il proprio veicolo Trumpchi GS4 PHEV ed EV (elettrica) sarà venduto attraverso la rete commerciale di tutti i suoi quattro partner (Honda, Mitsubishi, Toyota e Fiat Chrysler Automobiles) a causa delle nuove norme di immatricolazioni cinesi che impongono una percentuale di vetture elettriche per ogni costruttore.
Nel 2019 GAC presenta al salone dell’automobile di Detroit il prototipo Entraze EV, un crossover sette posti rialzato con carrozzeria monovolume e motore elettrico disegnato presso il centro ricerche di Los Angeles. La casa inoltre annuncia i piani per lo sviluppo sul mercato statunitense con l’apertura di un terzo centro R&D a Detroit tramite un investimento di 4,4 milioni di dollari e l’apertuta della sede centrale per la gestione delle vendite a Irvine prevista per il secondo semestre 2020.